# Мартин, Долли
До́лли Ма́ртин (англ. Dolly Martin, урождённая Долли Рид (англ. Dolly Read); род. 13 сентября 1944, Бристоль) — английская фотомодель и актриса, девушка Playboy мая 1966 года. Известна под именами Долли Рид Мартин, Маргарет Рид, Долли Мартин.

## Фильмография
| Год  |   | Русское название          | Оригинальное название          | Роль                         |
| ---- | - | ------------------------- | ------------------------------ | ---------------------------- |
| 1962 | с | Мегрэ                     | Maigret                        | массовка                     |
| 1963 | ф | Поцелуй вампира           | The Kiss of the Vampire        | первая ученица               |
| 1963 | с | Диксон из Док Грин        | Dixon of Dock Green            | Конни                        |
| 1964 | с | —                         | Comedy Playhouse               | эпизодическая роль           |
| 1964 | с | —                         | Armchair Theatre               | девушка в раздевалке         |
| 1965 | с | Театр по четвергам        | Thursday Theatre               | леди                         |
| 1969 | ф | —                         | That Tender Touch              | Доди                         |
| 1970 | с | Хохмы Роуэна и Мартина    | Laugh-In                       | приглашённая актриса         |
| 1970 | ф | За пределами долины кукол | Beyond the Valley of the Dolls | Келли Макнамара              |
| 1978 | с | Ангелы Чарли              | Charlie’s Angels               | Андреа Ласситер              |
| 1978 | с | Вегас                     | Vega$                          | Аннабель                     |
| 1980 | с | Остров фантазий           | Fantasy Island                 | буфетчица / Маргарет Уинстон |